# Tennis ai Giochi della VIII Olimpiade
Le gare di tennis dei Giochi della VIII Olimpiade si tennero tra il 13 e il 21 luglio 1924 allo stadio di Colombes. Sono state assegnate medaglie nelle seguenti specialità:
- singolare maschile
- singolare femminile
- doppio maschile
- doppio femminile
- doppio misto

## Podi

### Uomini
| Evento                        | Oro                                         | Argento                              | Bronzo                            |
| Singolare maschile (dettagli) | Vincent Richards                            | Henri Cochet                         | Uberto de Morpurgo                |
| Doppio maschile (dettagli)    | Stati Uniti Francis Hunter Vincent Richards | Francia Jacques Brugnon Henri Cochet | Francia Jean Borotra René Lacoste |

### Donne
| Evento                         | Oro                                    | Argento                                    | Bronzo                                            |
| Singolare femminile (dettagli) | Helen Wills                            | Julie Vlasto                               | Kathleen McKane                                   |
| Doppio femminile (dettagli)    | Stati Uniti Hazel Wightman Helen Wills | Regno Unito Phyllis Covell Kathleen McKane | Regno Unito Evelyn Colyer Dorothy Shepherd-Barron |

### Misto
| Evento                  | Oro                                                | Argento                                    | Bronzo                                     |
| Doppio misto (dettagli) | Stati Uniti Hazel Wightman Richard Norris Williams | Stati Uniti Marion Jessup Vincent Richards | Paesi Bassi Cornelia Bouman Hendrik Timmer |

## Medagliere
| Posizione | Paese       |   |   |   | Totale |
| --------- | ----------- | - | - | - | ------ |
| 1         | Stati Uniti | 5 | 1 | 0 | 6      |
| 2         | Francia     | 0 | 3 | 1 | 4      |
| 3         | Regno Unito | 0 | 1 | 2 | 3      |
| 4         | Italia      | 0 | 0 | 1 | 1      |
| 5         | Paesi Bassi | 0 | 0 | 1 | 1      |
| Totale    | Totale      | 5 | 5 | 5 | 15     |